# Taulantiens

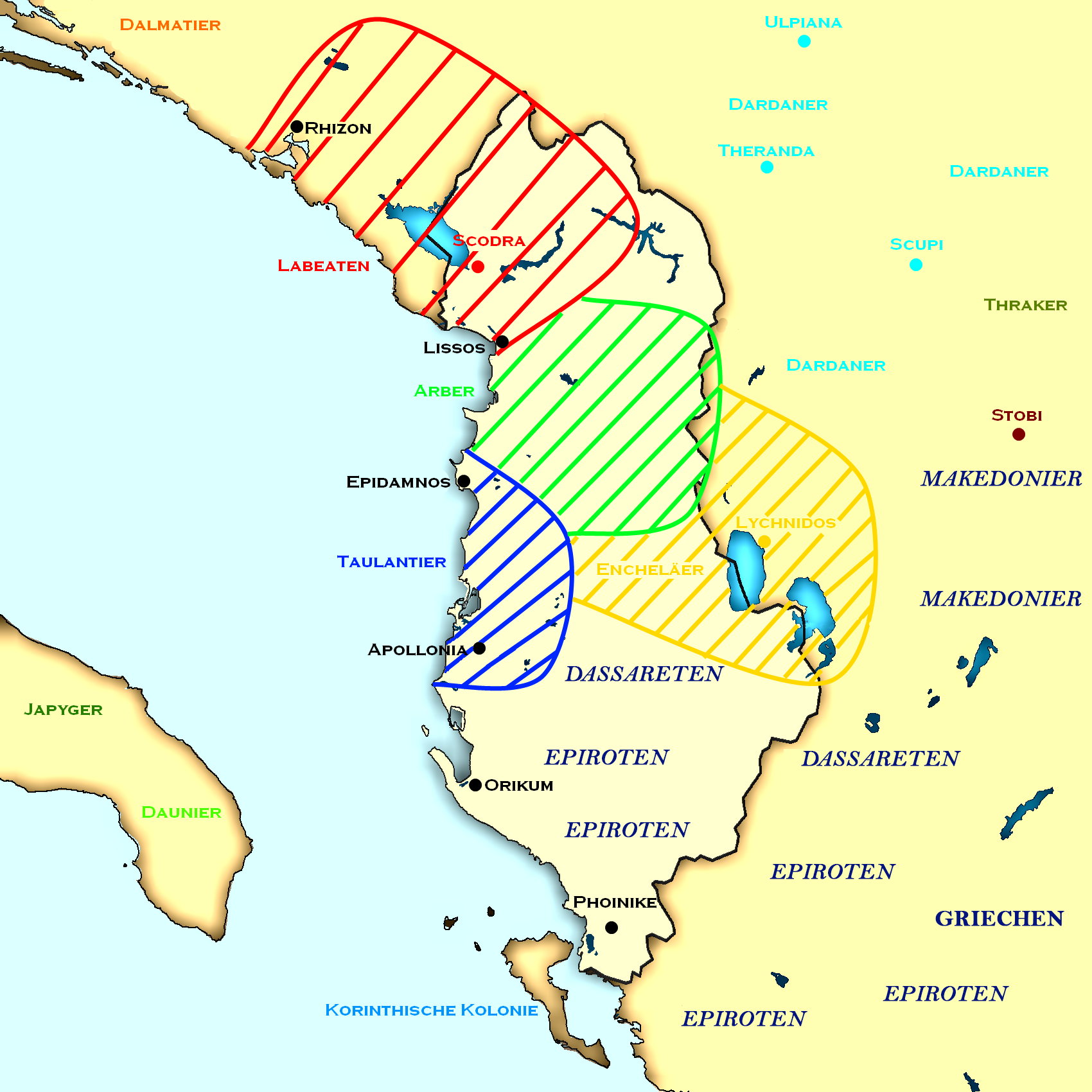
Carte des tribus illyriennes méridionales, avec en bleu les Taulantiens.

Les Taulantiens ou Taulantins  (en grec ancien Ταυλάντιοι / Taulantioi ou Χελιδόνιοι / Chelidonioi) ; en latin : Taulantii) sont une tribu  illyrienne antique implantée aux alentours de Lezhë (Lissos ou Alessio), au nord de l'Albanie actuelle.

## Ethnonymie
Les Taulantiens sont mentionnés pour la première fois par Hécatée de Milet au VIe siècle av. J.-C..
Le nom des Taulantiens est lié au mot albanais dallëndyshe, qui signifie « hirondelle ». L'ethnonyme Chelidonioi également rapporté par Hecatée de Milet comme le nom d'une tribu voisine des Taulantii est en fait la traduction en grec ancien du nom des Taulantiens : Khelīdṓn (χελιδών) signifie en effet « hirondelle ».

## Territoire
Les Taulantiens vivent sur la côte sud-est de la mer Adriatique du sud de l'Illyrie en Albanie actuelle, dominant une grande partie de la plaine entre les rivières Drin et Vjosa. Dans les premiers temps, les Taulantiens habitent la partie nord de la rivière Drin. Ils s'étendent ultérieurement vers Epidamne et Apollonia. Leur territoire est centré dans la région de l'actuelle Tirana et son arrière-pays entre les vallées des rivières Mat et Shkumbin.
À l'époque romaine, leurs voisins au nord sont les Labéates, à l'est les Parthini, et au sud-est les Bylliones. Hécatée mentionne aussi les Abri ou Abroi, comme étant leurs voisins.

## Histoire
Au IVe siècle av. J.-C., les Taulantiens mènent régulièrement des incursions dans le royaume de Macédoine. Ils sont vaincus, sous le règne de Glaucias, par Alexandre le Grand lors du siège de Pélion en 335 av. J.-C. Glaucias recueille ensuite à sa cour le jeune Pyrrhus qui passe dix années auprès des Taulantiens. Durant les guerres des Diadoques, Glaucias entre en conflit contre Cassandre.